# تسخیر شارون تیت
تسخیر شارون تیت (به انگلیسی: The Haunting of Sharon Tate) فیلمی محصول سال ۲۰۱۹ و به کارگردانی دانیل فاراندس است. در این فیلم بازیگرانی همچون هیلاری داف، جاناتان بنت، لیدیا هرست، پاوو شایدا و رایان کارگیل ایفای نقش کرده‌اند.
داستان این فیلم دربارهٔ قتل شارون تیت توسط فرقه چارلز منسون است.